# انتخابات سراسری لسوتو (۱۹۷۰)
انتخابات سراسری در کشور لسوتو در تاریخ ۲۷ و ۲۸ ژانویهٔ ۱۹۷۰ برگزار شد. این نخستین انتخابات پس از استقلال این کشور در سال ۱۹۶۶ بود. در این انتخابات، حزب مخالف دولت یعنی حزب کنگره باسوتولند (BCP) پیروز شد.
با این حال، بدون آنکه نتایج انتخابات به‌طور رسمی اعلام شود، حزب حاکم یعنی حزب ملی باسوتو (BNP) با اعلام وضعیت اضطراری، انتخابات را لغو کرد، پارلمان را منحل نمود و قانون اساسی را به حالت تعلیق درآورد. مشوشو دوم، پادشاه لسوتو نیز پس از ابراز نارضایتی از این اقدامات به تبعید فرستاده شد.
در ادامه، لیبوا جاناتان کشور را تا سال ۱۹۸۶ به‌صورت دیکتاتوری اداره کرد تا اینکه در همان سال، طی کودتای ۱۹۸۶ لسوتو به رهبری ژاستین لکهنیا از قدرت برکنار شد. کشور لسوتو تا سال ۱۹۹۳ به حکومت دموکراتیک بازنگشت؛ در آن سال، انتخابات عمومی برگزار شد که بار دیگر با پیروزی قاطع حزب کنگره باسوتولند همراه بود.

## نتایج انتخابات
| حزب                | آرا     | درصد تقریبی   | کرسی‌ها | تغییر نسبت به دوره قبل |
| ------------------ | ------- | ------------- | ------ | ---------------------- |
| کنگره باسوتولند    | ۱۵۲٬۹۰۷ | –             | ۳۶     | +۱۱                    |
| حزب ملی باسوتو     | ۱۲۹٬۴۳۴ | –             | ۲۳     | −۸                     |
| حزب آزادی مارماتلو | ۲۲٬۲۷۹  | –             | ۱      | −۳                     |
| حزب دموکرات متحد   | ۳۴۵     | –             | ۰      | جدید                   |
| حزب کمونیست لسوتو  | ۶۸      | –             | ۰      | بدون تغییر             |
| مستقل‌ها            | ۱٬۴۹۶   | –             | ۰      | بدون تغییر             |
| جمع کل             | ۳۰۶,۵۲۹ | ۱۰۰٪ (تخمینی) | ۶۰     | –                      |